# 信長戦記 (漫画)
『信長戦記』（しんちょうせんき）は、かわのいちろうによる日本の漫画作品。『コミック乱』（リイド社）にて、2009年から2012年まで連載された。

## あらすじ
永禄2年（1559年）、父の織田信秀の死により家督を継いで尾張国守となった織田上総介信長は、信秀の死を機と見て巻き返しを図る諸勢と戦っていた。信長は尾張守護である斯波義銀を追放して尾張を掌握した後、他国との激しい戦に突き進んでいくのであった。

## 登場人物

### 織田家
織田上総介信長 (おだ かずさのすけ のぶなが)
本作の主人公。永禄2(1559)年に尾張国主となった。型破りな人間だが、家臣への情に厚く、信頼されている。若いころから気晴らしに庶民に紛れて遊び回るなどの行動で側近を困らせた。数々の戦を経て「戦乱の世を終わらせるため、いかなる戦も厭わぬ」との決心に至り、天下布武を掲げて天下統一を目指すようになる。戦を嫌悪するが故に、その終わりを強く求めて強引な戦をしていたが、信頼していた家臣・岩室長門守を自分の采配で殺してしまったと悔やんだことで、信長は堂に引きこもって兵法を学んだ。これにより、信長は立派な戦術家に成長した。口癖は「是非もなし」。
織田信秀 (おだ のぶひで)
信長の父。戦を嫌う信長に対し、自分の血を最も濃く受け継いでいるのは信長で、信長は「戦」に愛されていると称した。信秀が病死すると、それを機と見た諸勢が織田家に対立の姿勢を示すようになる。作中ではすでに死亡しているため、直接の描写はない。
織田十郎左衛門信清 (おだ じゅうろうざえもん のぶきよ)
信長の従兄。犬山城主。若い頃は信長と気が合い、よくつるんで共に悪さをしていた。斎藤道三の後ろ盾を失った信長を見限り離反したが、敵対行為には移らず、自主独立の姿勢を続けていた。美濃攻めの際には信長に従ったが、戦の最中に無断撤兵した。
岩室長門守 (いわむろ ながとのかみ)
信長の小姓。お忍びで遊びに行く信長を生真面目に諌めるなどしていた。優れた軍才の持ち主であり、家中からも広く認められ、信長からも信頼されていたが、小口城攻撃の際にこめかみを突かれて討ち死にした。長門守が死んだときほどに信長の感情があらわになることはなかった。自分の采配のせいで殺してしまったと悔やんだ信長は、孫子を学んで戦術家へと成長した。
池田勝三郎恒興 (いけだ しょうざぶろう つねおき)
信長の側近。実母が信長の乳母で乳兄弟にあたる。お忍びで街中を遊び回る信長にいつもついて回った。
丹羽五郎左衛門長秀 (にわ ごろうざえもん ながひで)
信長の側近。信長が家督を継ぐまでは小姓として仕えており、遊び回る信長について回った。信長の命令を最も理解して忠実に実行したため、後に必要不可欠の意として「米五郎左」の異名を轟かせる。信長の養女と結婚して義息となった。
柴田修理進勝家 (しばた しゅりのしん かついえ)
織田家の上席家老を務める。かつて、織田家を救うために美濃と結ぼうとし、信勝(勘十郎)を担ぎ出して信長を排斥しようとしたが、稲生の戦いで敗北した際に信長なら独力で織田家を守っていけると確信して信長に従った。織田家の為に信勝を手にかけた信長の覚悟に敬服している。家中随一の猛将として信長を支える。
佐久間右衛門尉信盛 (さくま うえもんのじょう のぶもり)
織田家の次席家老を務める。勇猛な勝家とは対照的に堅実で慎重。
木下藤吉郎 (きのした とうきちろう)
後の豊臣秀吉。猿のような風貌の小男。信長の家臣・浅井新八郎政澄の浅井隊で小十人頭をしていた。雨の中、信長が国境で川を渡れるかどうか実際に入って確かめようとしていたところに、同じく川の中を確かめていた藤吉郎が川から飛び出したことで信長と出会った。それまで猿の物まねをしておどけることで世渡りしていたが、「出自」や「容姿」、「腕っぷし」は関係なしに、百姓出身の自分でも平等に接する信長に感銘を受け、武将としての才覚に目覚める。 実務能力では織田家の家臣中で群を抜いている。
明智十兵衛光秀 (あけち じゅうべえ みつひで)
キリシタン。足利義昭からの支援要請の使者として信長を訪ねた。初対面の際、信長から額が金柑のようだとからかわれる。戦乱で我が子を亡くしたことで、この世から戦をなくそうと決意。そのため、戦を終わらせると言う信長に尽くそうとする。

### 今川家
今川治部大輔義元 (いまがわ じぶたいふ よしもと)
駿河、遠江、三河の三国を領有する東海道一の弓取りとして知られる。信長の実力を見抜いて早くから警戒していた。桶狭間の合戦で信長を追い詰めるが、定石破りの猛追撃に遭い、討ち取られる。

#### 松平家
松平蔵人元康 (まつだいら くらんど もとやす)
(竹千代 → 松平蔵人元康 → 徳川左京大夫家康)
三河全域を支配する野望を燃やしている。一時期、織田家の人質になっていたことがあり、その際に信長によくからかわれていた。その後、義元に仕えていたが、義元が討ち取られた後の永禄5年、清洲城で不可侵条約(清洲同盟)を締結した。信長は、元康はいい「眼」を持っていると称し、元康の才と性分を見抜いて惚れ込んでいる。
本多平八郎忠勝 (ほんだ へいはちろう ただかつ)
後の徳川四天王の1人であり、家康に過ぎたる勇将とまで言われるようになる。

### 斎藤家
斎藤道三 (さいとう どうさん)
「マムシ」の異名をもっている。信長の父・信秀と同盟を結び、自らの娘である濃姫を信長に嫁がせた。そうして信長の後ろ盾となっていたが、自らの息子・義龍によって倒された。作中ではすでに死亡しているため、直接の描写はない。

#### 一色家
一色式部大輔義龍 (いっしき しきぶたいふ よしたつ)
道三の息子。道三を倒して信長と対立するが病死。
一色刑部大輔龍興 (いっしき ぎょうぶのたいふ たつおき)
義龍の病死によって家督を継ぎ、信長と対立する。
長井隼人佑道利 (ながい はやとのじょう みちとし)
道三の実弟。甥である義龍を擁して道三を討ち果たした美濃の実質最高権力者。一色家の家老として活躍する。

### 武田家
武田徳栄軒信玄 (たけだ とくえいけん しんげん)
軍神と恐れられる老練な甲斐の武将。信長を見事な器と見抜いている。大軍を率いて井口城を包囲した信長に迫るが、織田信清を人質として武田家に引き渡すことなどを条件に信長に和平を申し入れた。
諏訪四郎勝頼 (すわ しろう かつより)
信玄の息子。嫡子ではないにもかかわらず信玄の軍神の血を最も濃く受け継いでいる。

### 上杉家
上杉弾正少弼輝虎 (うえすぎ だんじょうしょうひつ てるとら)
(長尾弾正少弼景虎 → 上杉弾正少弼政虎 → 上杉弾正少弼輝虎)
川中島で武田信玄と何度も対決した。第四次川中島の合戦では、信玄による八幡原、海津城、妻女山からの挟撃にはまったが、妻女山からの追撃よりも迅く八幡原へ突撃した。これにより、逆に武田へ莫大な被害を受けさせた。

### 浅井家
浅井備前守長政 (あざい びぜんのかみ ながまさ)
信長の妹・お市を娶った。信長を畏怖していたが、お市に唆されて対抗心を燃やすようになる。朝倉義景と通じて信長抹殺の陰謀に加担する。
お市 (おいち)
信長の妹。幼いころに信長の弟の信勝にかわいがられて育った。そのため、信勝を殺めた信長と織田家に恨みを抱いている。嫁ぎ相手の長政を焚きつけて信長への競争心を煽り、織田家に反旗を翻すように誘導。 長政以上の知略家であり、小谷城の戦いではお市が率先して戦略を立てる。

### 朝倉家
朝倉左兵衛督義景 (あさくら さひょうえのかみ よしかげ)
越前国主。信長の上洛要請を拒否するため、口実として偽の謀反の情報を流し、謀反討伐のために越前に出兵した織田勢を攻撃した。

### イエズス会
ルイス・フロイス
イエズス会の宣教師で、京都地区の布教責任者。日本を邪教の手から救い出し、真の神・デウスのもとへ導こうと考えている。

### 浄土真宗本願寺派
顕如光佐 (けんにょ こうさ)
日本最大の宗教勢力であり、各地で一向一揆を引き起こす武装勢力でもあった本願寺の第十一代門主。

### 室町幕府
足利義輝 (あしかが よしてる)
室町幕府十三代将軍。公方でありながら当代屈指の剣豪であり、塚原卜伝から秘伝・一の太刀を授けられた。乱世を終わらせようと考えていたが、三好・松永の軍勢に御所を襲撃されて討ち死にした。
足利義維 (あしかが よしつな)
義輝の叔父。堺公方と呼ばれるほどの勢力を持っている。武家の棟梁の座を巡り、諸大名を巻き込んで義輝と争いを繰り広げ、三好・松永を使って義輝を殺害した。
足利左馬頭義昭 (あしかが さまのかみ よしあき)
(一条院覚慶 → 足利左馬頭義秋 → 足利左馬頭義昭)
義輝の弟。元々は僧籍に入って一条院覚慶を名乗っていた。義輝の死後に松永氏によって軟禁されていたが、朝倉の支援で脱出した。その後、室町幕府十五代将軍に就任。

## 単行本
- 信長戦記
  1. 桶狭間の合戦 編　(2009年12月28日発売)
  2. 美濃攻略 編　(2010年8月26日発売)
  3. 神箆口合戦 編　(2010年12月27日発売)
  4. 上洛戦 編　(2011年9月26日発売)
  5. 金ヶ崎の退き口 編　(2012年3月26日発売)
  6. 姉川の合戦 編　(2012年11月29日発売)
- 信長戦記　SHINCHOU SENKI　(4巻までを総集編として二巻にまとめられてコンビニコミックとして発売。)
  1. 桶狭間の合戦〜美濃攻略 (2012年8月23日発売)
  2. 神箆口合戦〜上洛戦　(2012年9月24日発売)
- 信長戦記　(総集編として三巻にまとめられてコンビニコミックとして発売。)
  1. 天下布武への道　(2022年8月29日発売)
  2. 乱世に選ばれし男　(2022年9月28日発売)
  3. 運命に挑む戦い　(2022年11月28日発売)
- 信長戦記　(総集編として二巻にまとめられてコンビニコミックとして発売。)
  1. 織田信長×今川義元 決着、桶狭間の戦い‼︎　信長戦記【上】
  2. 織田信長絶体絶命‼︎決死の撤退戦、金ヶ崎の退き口　信長戦記【下】

## 著者
- 作：かわのいちろう
- 合戦考証：藤原京（ふじわら たかし）